# Hemitheodosia katsurai
Hemitheodosia katsurai är en skalbaggsart som beskrevs av Sakai 1994. Hemitheodosia katsurai ingår i släktet Hemitheodosia och familjen Cetoniidae. Inga underarter finns listade i Catalogue of Life.